# Primera División de voleibol 1982-83
La temporada 1981/1982 de la Liga Nacional de Voleibol fue la XIX edición de la competición. Tuvo como campeón al Real Madrid.

## Clasificación
| Pos | Equipo            | J  | G  | P  |
| --- | ----------------- | -- | -- | -- |
| 1   | Real Madrid       | 20 | 19 | 1  |
| 2   | Son Amar Palma    | 20 | 18 | 2  |
| 3   | Salesianos Atocha | 20 | 17 | 3  |
| 4   | Recuerdo          | 20 | 16 | 7  |
| 5   | Hispano Francés   | 20 | 11 | 19 |
| 6   | Esquimo           | 20 | 8  | 12 |
| 7   | C. V. Málaga      | 20 | 8  | 10 |
| 8   | San José          | 20 | 8  | 12 |
| 9   | Colegio Alpe      | 20 | 8  | 12 |
| 10  | Veracruz          | 20 | 1  | 19 |
| 11  | Juventud          | 20 | 1  | 19 |